# Talent, Oregon
Talent är en stad i Jackson County i Oregon. Vid 2010 års folkräkning hade Talent 6 066 invånare.